# Büchenbeuren
Büchenbeuren est une municipalité du Verbandsgemeinde Kirchberg, dans l'arrondissement de Rhin-Hunsrück, en Rhénanie-Palatinat, dans l'ouest de l'Allemagne.

## Jumelage
- Middelkerke, Belgique

## Personnalités
- Godwin Hoffmann (1945-2013), artiste plasticien, est né à Büchenbeuren.

## Références

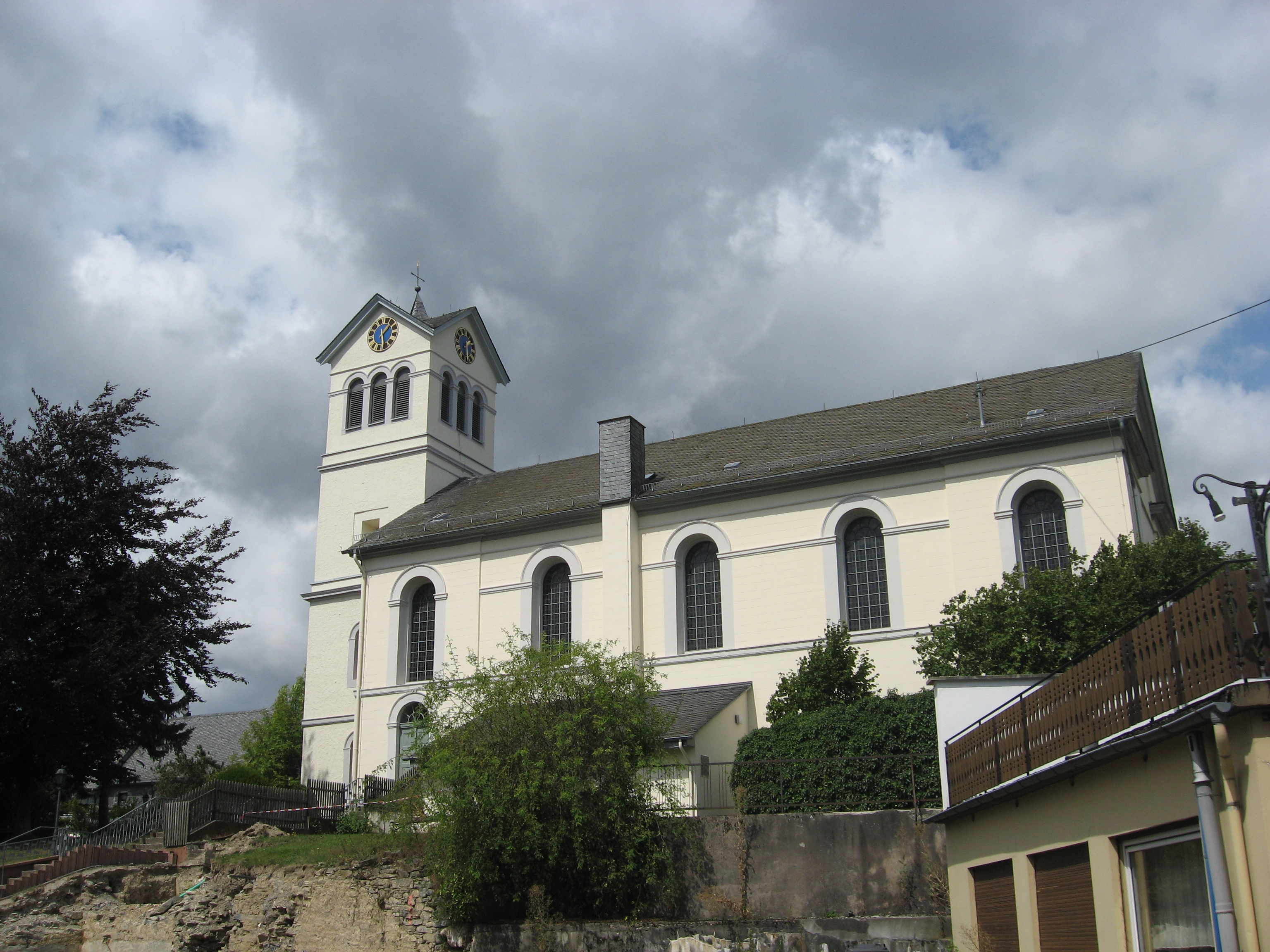
Église évangélique de Büchenbeuren